# Trygodes physciata
Trygodes physciata là một loài bướm đêm trong họ Geometridae.